# Meute (Band)
Meute (Eigenschreibweise: MEUTE) ist eine elfköpfige Techno-Marching-Band aus Hamburg. Die Band arrangiert Techno-, House- und Deep-House-Werke bekannter DJs neu und setzt die Elektro-Beats mit Blasinstrumenten um. Meute tourte in Europa, Nord- & Südamerika, (südliches) Afrika, Australien sowie Ozeanien und trat an verschiedenen Orten – von Straßen-Gigs über klassische Konzertsäle bis zu Musikfestivals – auf.

## Geschichte
Meute wurde 2015 auf Initiative des Trompeters Thomas Burhorn gegründet. Ihren Durchbruch hatte Meute im Frühjahr 2016, als ihr Video zum Song Rej vom Berliner DJ-Duo Âme durch die sozialen Medien zum viralen Hit wurde. Mehr als 400.000 Aufrufe konnte Meute innerhalb von einer Woche mit dem YouTube-Video zu ihrer Interpretation des Deep-House-Songs, inmitten des Hamburger Schanzenviertels, erzielen.
Nach dem Erscheinen ihres Debütalbums Tumult im Herbst 2017 folgten Clubtouren mit Auftritten in Deutschland, Österreich, der Schweiz, Frankreich und Luxemburg. In den ersten zwei Jahren gab die Gruppe über 150 Konzerte. 2018 nahm Meute an den Showcase-Festivals ESNS und SXSW teil und zählte zu den meistgebuchten Festival-Bands Europas.
Im Juni 2018 erlangte sie durch ihre Performance in Berlin internationale Aufmerksamkeit mit ihrem Rework zu You & Me von Disclosure (Flume Remix). Ende 2021 hat das YouTube-Video über 50 Millionen Aufrufe und ist Meutes erfolgreichste Single. Ihr Guerilla-Auftritt in Rom im Oktober 2018 lenkte den Fokus auf die darauf folgende Single Hey Hey (Dennis Ferrer Remix).
Auch bei den Originalkünstlern finden die neu arrangierten Tracks Anklang. So kam es 2017 zum ersten gemeinsamen Bühnenauftritt mit Laurent Garnier beim Festival Yeah!  2018 teilten sich Meute und Stephan Bodzin die Bühne beim Festival Reperkusound in Lyon.
Im Frühjahr 2019 tourte die Band mit Europa 2019 durch über vierzig Städte in 14 Ländern. Mithilfe des Goethe-Instituts konnte man im Mai 2019 erstmals Konzerte in Südafrika und Eswatini spielen. Meute unternahm im Oktober 2019 ihre erste Nordamerika-Tournee mit 14 Auftritten in den USA und Kanada.
Im Oktober 2019 veröffentlichte Meute ihr erstes Live-Album, Live In Paris, das im März 2019 im Le Trianon in Paris aufgenommen wurde und aus 14 zuvor veröffentlichten Songs (als Singles oder auf Album) und drei zuvor unveröffentlichten Tracks besteht. Im Februar 2020 folgte ihr zweites Studio-Album mit dem Titel Puls, erstmals mit drei Eigenkompositionen (Raw, Endling und Holy Harbour).
Zum Soundtrack der vierten Staffel der Fernsehserie Babylon Berlin steuerten Meute mehrere Songs bei und waren als Orchester während eines Tanzmarathons auch zu sehen.
Meute unterstützte Projekte von Musiker ohne Grenzen über Musik Bewegt.

## Stil
Als Grundlage für ihre Musik dienen der Band Techno-, House- und Deep-House-Tracks. Die Werke werden von den Trompetern Thomas Burhorn oder Hans-Christian Stephan neu arrangiert und der Besetzung der Band angepasst. Durch fließende Übergänge ermöglicht die Dramaturgie dem Publikum mehr oder weniger ein ganzes Konzert tanzend zu verbringen.
Durch die Verbindung von Techno und den akustischen Instrumenten einer Blaskapelle mache Meute elektronische Musik „sichtbar“. Da bleibe die hypnotische Monotonie des Elektro erhalten, aber die sterilen Sounds aus der Maschine würden durch die wärmer klingenden Bläser ersetzt. Das Ergebnis klinge „Symphonisch. Hymnisch. Orchestral“.
Die Band spielt akustisch oder verstärkt auf großen Festivalbühnen, in Technoclubs und auf der Straße. Aufgrund ihrer genre-übergreifenden Darbietung tritt Meute auch in klassischen Institutionen wie der Hamburger Staatsoper oder dem Wiener Konzerthaus auf.

## Gesellschaftliches Engagement
Nach dem Treffen von Rechtsextremisten in Potsdam 2023 unterstützte Meute, gemeinsam mit weiteren Hamburger Musikern, die Proteste gegen Rechtsextremismus, indem die Band Anfang 2024 bei einer Großdemonstration in Hamburg auftrat.
Im Januar 2024 beteiligte Meute sich an dem im Stern veröffentlichten Aufruf zum Kampf gegen Rechtsextremismus, der unter anderem von Helene Fischer, Udo Lindenberg und einer Reihe von Musikern, Schauspielern und Prominenten unterstützt wurde.

## Diskografie
Alben
- 2017: Tumult[21]
- 2019: Live in Paris
- 2020: Puls
- 2022: Taumel
- 2024: Empor

Singles (Auswahl)
- 2017: The Man with the Red Face (Laurent Garnier)
- 2018: You & Me (Disclosure, Flume Remix)
- 2018: Hey Hey (Dennis Ferrer)
- 2019: Gula (Deadmau5)
- 2019: Panda (Oscar House)
- 2022: Peace (MEUTE Original)
- 2022: Infinte (MEUTE Original)
- 2023: Sail (Awolnation)
- 2023: The Coup (MEUTE x Henrik Schwarz)
- 2023: Come Together (Henrik Schwarz feat. The Young ClassX)